# Сайна, Зигмунд
Зи́гмунд Са́йна (пол. Zygmunt Sajna, 20 января 1897, Журавлёвка, Мазовецкое воеводство — 17 сентября 1940, Пальмиры, Мазовецкое воеводство) — блаженный Римско-католической церкви, священник, мученик.

## Биография
В феврале 1924 года Зигмунд Сайна после окончания Духовной семинарии был рукоположен в священника. Служил викарием в приходе Ядува, в июне 1924 года его перевели в приход Бабице. 29 октября 1924 года поступил на обучение в Папский Григорианский университет, но через два года в 1926 году должен был прервать своё обучение из-за болезни. Вылечившись, с 1931—1932 годов служил викарием в варшавских приходах св. Антония Падуанского, потом с 1935—1938 годов — в приходе святого Иоанна Крестителя. С 1938 года был направлен в приход города Гура-Кальвария, где находился до начала Второй мировой войны.
После оккупации Польши немецкими войсками Зигмунд Сайна смело проповедовал во время католических богослужений, поднимая у прихожан патриотический дух, за что был отправлен оккупационными властями под домашний арест. В апреле 1940 года Зигмунда Сайну отправили в варшавскую тюрьму Павяк, где, несмотря на препятствия, он продолжал исполнять свои пастырские обязанности среди заключённых. 17 сентября 1940 года Зигмунда Сайну вместе с группой из двухсот заключённых отвезли в Кампиносскую пущу возле Варшавы и там расстреляли.

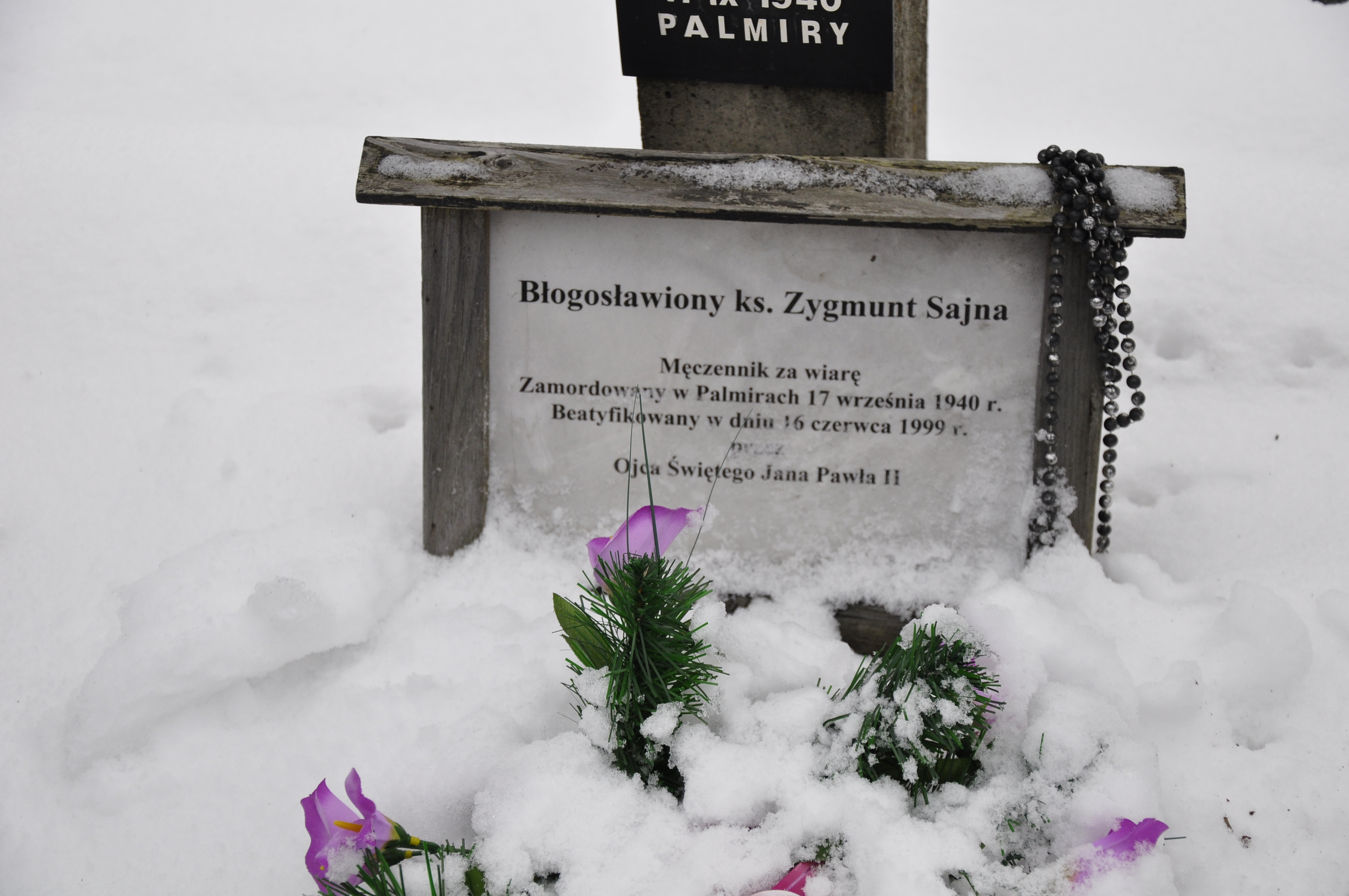
Могила Зигмунда Сайны на Пальмирском кладбище.

## Прославление
13 июня 1999 года Зигмунд Сайна был беатифицирован римским папой Иоанном Павлом II в группе 108 блаженных польских мучеников.
День памяти в Католической церкви — 12 июня.
В настоящее время могила Зигмунда Сайны находится на Пальмирском кладбище.